# Liste der Baudenkmäler in Oberickelsheim
Auf dieser Seite sind die Baudenkmäler in der mittelfränkischen Gemeinde Oberickelsheim zusammengestellt. Diese Tabelle ist eine Teilliste der Liste der Baudenkmäler in Bayern. Grundlage ist die Bayerische Denkmalliste, die auf Basis des Bayerischen Denkmalschutzgesetzes vom 1. Oktober 1973 erstmals erstellt wurde und seither durch das Bayerische Landesamt für Denkmalpflege geführt wird. Die folgenden Angaben ersetzen nicht die rechtsverbindliche Auskunft der Denkmalschutzbehörde.
 Die Liste gibt den Fortschreibungsstand vom 15. April 2020 wieder und umfasst 25 Baudenkmäler.
In dieser Kartenansicht sind Baudenkmäler ohne Koordinaten mit einem roten bzw. orangen Marker dargestellt und können in der Karte gesetzt werden. Baudenkmäler ohne Bild sind mit einem blauen bzw. roten Marker gekennzeichnet, Baudenkmäler mit Bild mit einem grünen bzw. orangen Marker.

## Baudenkmäler nach Gemeindeteilen

### Oberickelsheim
| Lage                                                            | Objekt                                         | Beschreibung | Akten-Nr.              | Bild           |
| --------------------------------------------------------------- | ---------------------------------------------- | --- | ---------------------- | -------------- |
| Hauptstraße 7 (Standort)                                        | Ehemaliges Gasthaus                            | Zweigeschossiger, massiver Walmdachbau mit zweiläufiger Außentreppe, Hausteingliederung mit genuteten Ecklisenen, Fensterrahmungen und stichbogiger Türrahmung, Gurt- und Dachgesims, nördlich zurückgesetzter Anbau, 1796.                                                     | D-5-75-155-1           | weitere Bilder |
| Hauptstraße 19 (Standort)                                       | Gasthaus                                       | Zweigeschossiger traufständiger Satteldachbau, Fachwerkobergeschoss mit geschweiften Andreaskreuzen, 1565, massives Erdgeschoss erneuert 1934–35, bezeichnet mit „1935“, südlich kleinerer zweigeschossiger Anbau mit Fachwerkobergeschoss, zweite Hälfte 18. Jahrhundert.      | D-5-75-155-2           | weitere Bilder |
| Kirchplatz 4 (Standort)                                         | Evangelisch-lutherische Pfarrkirche St. Markus | Chorturmkirche, Turm mit schiefergedeckten Pyramidendach und nördlicher Sakristeianbau mit Pultdach aus der Mitte des 15. Jahrhunderts, eingeschossiges Langhaus mit Satteldach erneuert und erhöht Mitte 16. Jahrhundert, Veränderungen bezeichnet mit „1741“; mit Ausstattung | D-5-75-155-3           | weitere Bilder |
| Kirchplatz 4 (Standort)                                         | Friedhofsmauer                                 | Bruchsteinmauerwerk mit Rundbogenportal, bezeichnet mit „1588“ | D-5-75-155-3 zugehörig | BW             |
| Kirchplatz 4 (Standort)                                         | Grabmäler des 17.–19. Jahrhunderts             | | D-5-75-155-3 zugehörig | BW             |
| Ecke Rodheimer Straße/Hauptstraße in Baumbepflanzung (Standort) | Kegelbahn                                      | Erdgeschossiger Walmdachpavillon aus Fachwerk, Westwand massiv, östlich anschließend überdachte, offene Kegelbahn mit vier hölzernen Stützenpaaren, nach 1828. | D-5-75-155-31          | weitere Bilder |
| Unterickelsheimer Weg (Standort)                                | Steinkreuz                                     | Aus Kalkstein, spätmittelalterlich. | D-5-75-155-4           | BW             |

### Geißlingen
| Lage                       | Objekt                                         | Beschreibung | Akten-Nr.              | Bild           |
| -------------------------- | ---------------------------------------------- | --- | ---------------------- | -------------- |
| Gartenstraße 3 (Standort)  | Ehemaliges Wohnstallhaus                       | Zweigeschossiger Satteldachbau aus Hausteinmauerwerk mit Ecklisenen, Gurtgesimsen und stichbogigen Fensterrahmungen, bezeichnet mit „1853“. | D-5-75-155-6           | weitere Bilder |
| Nähe Pfarrgasse (Standort) | Evangelisch-lutherische Pfarrkirche St. Martin | Chorturmkirche mit Hausteinrahmungen, Turm mit Pyramidendach, Gurtgesims und Eckquaderung, spätmittelalterlich, Langhaus mit Satteldach, Langhausnordwand verändert im 16./17. Jahrhundert, östlich Sakristeianbau vermutlich 16./17. Jahrhundert; mit Ausstattung. | D-5-75-155-7           | weitere Bilder |
| Nähe Pfarrgasse (Standort) | Kirchhofmauer                                  | Kalkbruchstein, südlicher Mauerzug spätmittelalterlich. | D-5-75-155-7 zugehörig | BW             |
| Nähe Pfarrgasse (Standort) | Friedhof                                       | Grabmäler des 17. bis 19. Jahrhunderts. | D-5-75-155-7 zugehörig | weitere Bilder |
| Wassergasse 2 (Standort)   | Ehemaliges Wohnstallhaus                       | Eingeschossiger Satteldachbau aus Hausteinmauerwerk mit Ecklisenen, Gurtgesimsen und stichbogigen Sandsteinrahmungen, Stallteil später verändert, bezeichnet mit „1854“.                                                                                            | D-5-75-155-8           | weitere Bilder |

### Rodheim
| Lage | Objekt                             | Beschreibung | Akten-Nr.               | Bild                       |
| --- | ---------------------------------- | --- | ----------------------- | -------------------------- |
| Am Weinberg, westlich der Straße nach Lipprichhausen, an Feldweggabelung, zwischen zwei Bäumen (Standort) | Bildstock                          | Auf hohem Sockel quadratische Plinthe, Vierkantschaft und Aufsatz mit Dreifaltigkeitsrelief, Sandstein, 18./19. Jahrhundert. | D-5-75-155-27           | BW                         |
| Bamberger Weg 11, nördlich der Straße nach Herrnberchtheim (Standort)                                     | Bildstock                          | Würfelförmiges Fundament mit Pfeiler und gotisierendem Aufsatz mit Pietà-Relief, Sandstein, Mitte 19. Jahrhundert. | D-5-75-155-23           | BW                         |
| Brückenäcker, im Geißlinger See, von Rodheim nach Gülchsheim (Standort)                                   | Brücke über den Leitenbach         | Bruchsteinmauerwerk, einbogig mit sehr niedriger Brüstungsmauer, südlich Sandsteinfigur des heiligen Johannes Nepomuk, bezeichnet mit „1723“, nördliche Stirnwand 1945 nach Zerstörung erneuert | D-5-75-155-20           | Brücke über den Leitenbach |
| Brunnengasse, vor Kirchgasse 1 (Standort)                                                                 | Kruzifix                           | Sockel mit Sandsteinkartusche, 18. Jahrhundert darüber modernes Kruzifix aus Muschelkalk. | D-5-75-155-28           | weitere Bilder             |
| Brunnengasse 4 (Standort)                                                                                 | Hausfigur                          | Pietàdarstellung in verglaster Nische am Südgiebel, aus Holz, um 1450. | D-5-75-155-12           | BW                         |
| Dorfsee, am westlichen Ortsrand, an der Straße nach Gülchsheim (Standort)                                 | Bildstock                          | Sockel mit Mensa, darüber Vierkantschaft und Aufsatz mit Kreuzigungsrelief, 17. Jahrhundert, Renovierung bezeichnet mit „1728“. | D-5-75-155-21           | Bildstock                  |
| Echtergasse 2 (Standort)                                                                                  | Hausfigur                          | Pietà an Südgiebel, gefasste Steinskulptur, bezeichnet mit „1743“. | D-5-75-155-13           | BW                         |
| Gollhofner Weg, am Ortsrand gegen Gollachostheim (Standort)                                               | Bildstock                          | Auf hohem Sockel Vierkantschaft mit Relief des Erzengels Michael, Aufsatz mit Relief der Dreifaltigkeit, Sandstein, bezeichnet mit „1727“. | D-5-75-155-25           | BW                         |
| Gumpertsweg, westlich der Straße nach Oberickelsheim auf Verkehrsinsel (Standort)                         | Bildstock                          | Auf Sockel Vierkantschaft mit Relief des heiligen Michaels, Aufsatz mit Kreuzigungsrelief, darüber kleines Metallkreuz, bezeichnet mit „1728“. | D-5-75-155-30           | weitere Bilder             |
| Heerstraße 1 (Standort)                                                                                   | Bildstock                          | Vierkantschaft mit Relief, darüber Aufsatz mit Relief der Marienkrönung, Sandstein, Metallkreuz als Abschluss, bezeichnet mit „1827“. | D-5-75-155-26           | BW                         |
| Heerstraße (Standort)                                                                                     | Bildstock                          | Auf Sockelquader Vierkantschaft und Aufsatz mit Kreuzigungsrelief, Kalkstein, 17. Jahrhundert | D-5-75-155-24           | weitere Bilder             |
| Herrengasse 3 (Standort)                                                                                  | Ehemaliges Pfarrhaus               | Zweigeschossiger Satteldachbau mit verputztem Fachwerkobergeschoss, im Erdgeschoss profilierte Fensterrahmungen aus Sandstein, im Obergeschoss aus Holz, bezeichnet mit „1614“. | D-5-75-155-15           | weitere Bilder             |
| Kirchgasse 5 (Standort)                                                                                   | Katholische Pfarrkirche St. Kilian | Langhaus mit im Osten abgewalmten Satteldach und eingezogenem Polygonalchor, Chorflankenturm mit schiefergedeckten Pyramidendach, im Kern spätmittelalterlich, Ausbau 1592, Langhaus nach Plänen von Maurermeister Meyer, bezeichnet mit „1781“, südlich Sakristeianbau mit Pultdach, um 1800; mit Ausstattung. | D-5-75-155-16           | weitere Bilder             |
| Kirchgasse 5 (Standort)                                                                                   | Kirchhofmauer                      | Aus Bruchsteinmauerwerk, älterer Teil im Süden, nördlicher Mauerzug wohl 19. Jahrhundert | D-5-75-155-16 zugehörig | weitere Bilder             |
| Kirchgasse 7 (Standort)                                                                                   | Hausfigur                          | Maria mit Kind, große Sandsteinfigur auf Konsole, teils in Gold gefasst, an Südwestecke des Hauses, 18. Jahrhundert | D-5-75-155-17           | BW                         |
| Torstraße 10 (Standort)                                                                                   | Bildstock                          | Auf Mauernische Sockel und Vierkantschaft mit Relief des heiligen Sebastians, Aufsatz mit Relief der vierzehn Nothelfer und der Pietà, Sandstein, bezeichnet mit „1803“ | D-5-75-155-29           | Bildstock                  |
| Torstraße 21 (Standort)                                                                                   | Hausfigur                          | Pietà, gefasst aus Stein, in verglaster Nische am Ostgiebel, 18. Jahrhundert | D-5-75-155-19           | BW                         |
| Südwestlich des Ortes ()                                                                                  | Bildstock                          | 18. Jahrhundert, nicht nachqualifiziert, im Bayerischen Denkmal-Atlas nicht kartiert | D-5-75-155-22           |                            |

## Ehemalige Baudenkmäler
In diesem Abschnitt sind Objekte aufgeführt, die früher einmal in der Denkmalliste eingetragen waren, jetzt aber nicht mehr. Objekte, die in anderem Zusammenhang also z. B. als Teil eines Baudenkmals weiter eingetragen sind, sollen hier nicht aufgeführt werden. Aktennummern in diesem Abschnitt sind ehemalige, jetzt nicht mehr gültige Aktennummern.

| Lage                                | Objekt                    | Beschreibung | Akten-Nr.     | Bild |
| ----------------------------------- | ------------------------- | --- | ------------- | ---- |
| Geißlingen Dorfstraße 20 (Standort) | Wohnstallhaus             | Eingeschossiger Satteldachbau, straßenseitige Giebelwand in Fachwerk, bezeichnet mit „1818“.                                                      | D-5-75-155-5  | BW   |
| Rodheim Am Gülchsheimer Weg ()      | Katholische Marienkapelle | 2010 ins Freilandmuseum in Bad Windsheim umgesetzt.                                                                                               | D-5-75-155-9  |      |
| Rodheim Am Hirtenbach 1 (Standort)  | Zwei Heiligenfiguren      | Holzgefasste Figuren in verglasten Nischen der Giebelwand, nördlich Heiliger Nepomuk mit Kreuz, südlich Heiliger Josef mit Kind, 18. Jahrhundert. | D-5-75-155-10 | BW   |
| Rodheim Am Hirtenbach 2 (Standort)  | Hausfigur                 | Maria mit Kind in verglaster Nische in Giebelwand, gefasstes Holz, 18. Jahrhundert.                                                               | D-5-75-155-11 | BW   |
| Rodheim Herrengasse 1 (Standort)    | Hausfigur                 | Stehende Marienskulptur mit Kind in verglaster Nische des Ostgiebels, gefasstes Holz, 18. Jahrhundert.                                            | D-5-75-155-14 | BW   |
| Rodheim Torstraße 1 (Standort)      | Relief der Marienkrönung  | 1801. | D-5-75-155-18 | BW   |